# Sorawit Panthong
Sorawit Panthong (thailändisch สรวิทย์ พานทอง, * 20. Februar 1997 in Bangkok), auch als Aot (thailändisch โอ๊ต) bekannt, ist ein thailändischer Fußballspieler.

## Karriere

### Verein
Sorawit Panthong erlernte das Fußballspielen in der Jugendmannschaft des Assumption United FC in Bangkok. Seinen ersten Profivertrag unterschrieb er 2015 beim Erstligisten Muangthong United, einem Verein, der in Pak Kret, einem Vorort von Bangkok, beheimatet ist. In seinem ersten Jahr wurde er an seinen Jugendverein Assumption United FC, einem Verein, der in der vierten Liga, der Regional League Division 2, spielte, ausgeliehen. 2017 wurde er an den Erstligisten Sisaket FC, der in Sisaket ansässig ist, ausgeliehen. Die Rückserie 2019 wurde er an Police Tero FC, einem Verein, der in der zweiten Liga, der Thai League 2, spielt, ausgeliehen. Mit Police Tero schloss er die Saison 2019 als Vizemeister der zweiten Liga ab und stieg somit in die erste Liga auf. Nach dem Aufstieg kehrte er zu Muangthong zurück. Im Juni 2022 wechselte er ein zweites Mal auf Leihbasis zum Police Tero FC. Am Ende der Saison 2023/24 belegte er mit Police Tero den 15. Tabellenplatz und musste somit in die zweite Liga absteigen. Nach der Ausleihe kehrte er im Juli 2024 zu Muangthong zurück. Am 24. Mai 2025 stand er mit Muangthong im Finale des FA Cups, das man mit 3:2 gegen den Meister Buriram United verlor.

### Nationalmannschaft
Von 2015 bis 2016 spielte Sorawit Panthong fünfmal in der thailändischen U-19-Nationalmannschaft. Viermal trug er von 2017 bis 2018 das Trikot der U-21-Nationalmannschaft. Seit 2018 spielt er für die thailändische U-23-Nationalmannschaft.

## Erfolge
Muangthong United
- Thailändischer Meister: 2016
- Thailändischer Ligapokalsieger: 2016
- Thailändischer Pokalfinalist: 2024/25

Police Tero FC
- Thailändischer Zweitligavizemeister: 2019  ▲